# 아마두 단테
아마두 단테(프랑스어: Amadou Dante, 2000년 10월 7일 ~ )는 오스트리아 클럽 슈투름 그라츠에서 임대되어 포르투갈 프리메이라리가 클럽 아로카와 말리 국가대표팀에서 레프트백으로 뛰고 있는 말리의 프로 축구 선수이다.

## 구단 경력
아마두 단테는 말리 클럽 일린 올랭피크에서 경력을 시작했다. 대회 직후 오스트리아 클럽 슈투름 그라츠가 그를 영입하고 즉시 하르트베르크로 임대했다. 이후 단테는 주로 슈투름 그라츠에서 1군 주전으로 활약했으며, 많은 국제 경기에 출전했고 2023년 오스트리아 컵에서 우승했다.
2024년 2월, 아프리카 네이션스컵에서 활약한 후 단테는 스위스의 취리히로 임대되어 옵션으로 이적했다. 클럽은 마침내 단테를 영입하지 않기로 결정했다. 2024년 여름, 포르투갈 클럽 아로카는 단테를 옵션으로 1년간 임대했다.

## 국가대표팀 경력
단테는 2019년에 아프리카 U-20 네이션스컵에 참가했다. 그는 이 대회에서 총 세 경기를 치렀으며, 그 중 세 경기는 말리가 세네갈을 상대로 한 결승전을 포함해 모두 출전권을 보유하고 있다.
아마두 단테는 2022년 6월 4일, 콩고 공화국을 상대로 말리 국가대표팀에서 첫 선발전을 치렀고, 4골 차로 승리했다. 2024년 1월 2일, 그는 에리크 셸이 2023년 아프리카 네이션스컵에 출전할 말리 선수 27명의 명단에서 선발되었다.